# Franz von Sickingen
Franz von Sickingen (né le 2 mars 1481 - mort le 7 mai 1523) est un chevalier allemand et l'un des personnages les plus notables de la première période de la Réforme protestante. « Chef de la démocratie noble des chevaliers du Rhin » pour certains, simple chevalier d’Empire, « mercenaire à l’occasion, et brigand le plus souvent », pour d’autres, Franz de Sickingen était un chef de guerre opportuniste, ouvert aux idées de la Réforme.

## Biographie
Après avoir combattu pour l'empereur Maximilien Ier contre Venise en 1508, il hérita de vastes domaines sur le Rhin, et sut ensuite accroître sa richesse par des méthodes intelligentes. En 1513, il prit fait et cause pour Balthasar Schlör, un citoyen expulsé de la ville de Worms, et attaqua la cité avec 7 000 hommes. Malgré le bannissement impérial dont il fit l'objet, Sickingen parvint à dévaster la campagne et perturber les relations commerciales et ne céda que lorsque ses exigences furent satisfaites. 
Il fit ensuite la guerre au duc de Lorraine et força Philippe Ier de Hesse à lui verser 35 000 florins. En août 1518, il intervint dans un conflit civil opposant Philipp Schluchterer von Erpfenstein, un seigneur palatin à la ville libre de Metz. Après avoir ravagé les terres et les vignes du Pays messin, et pris plusieurs maisons fortes, il mena son armée de 20 000 hommes devant la cité messine, qu'il assiégea avec son artillerie durant plusieurs jours. Pour se débarrasser de ce « condottiere allemand », que le chroniqueur Philippe de Vigneulles qualifia de « diable saillis d’anfer, pour tribouller le monde », la ville dut débourser quelque 24 000 florins du Rhin, ou 25 000 florins d’or, en septembre 1518, une somme correspondant à 20 000 florins et à un mois de solde pour ses troupes. En 1518, Maximilien Ier annula le bannissement dont Sickingen faisait l'objet.
Après la mort de Maximilien, Sickingen accepta des subsides de la part de François Ier pour appuyer la candidature de ce dernier, mais lors de l'élection, il amena ses troupes à Francfort-sur-le-Main pour y assurer l'élection de Charles Quint. En récompense de ce service, il fut fait chambellan impérial et conseiller. En 1521, à l'occasion de la sixième guerre d'Italie, il mena une expédition en France, au cours de laquelle il ravagea la Picardie. Il fut cependant vaincu au siège de Mézières, et contraint de battre en retraite.
Après l'échec de l'expédition française, Sickingen complota avec Ulrich von Hutten le renversement des Princes-Électeurs du Saint-Empire et l'élévation en dignité de l'ordre de la chevalerie, ce qu'il espérait accomplir avec le soutien des villes et de la paysannerie. La faiblesse de ses alliances le contraignit finalement à se replier sur son château de Landstuhl, non sans avoir récolté d'abondants butins sur la route.
Le 22 octobre 1522, le conseil de régence le bannit à nouveau, ce à quoi il répliqua en pillant Kaiserslautern au printemps 1523. Les dirigeants de Trèves, de la Hesse et du Palatinat s'allièrent contre lui et assiégèrent Landstuhl. Sickingen y reçut une blessure sérieuse. Ce siège fut l'une des premières occasions de faire usage de l'artillerie, et des brèches furent rapidement pratiquées dans ce qui serait autrement resté une forteresse inexpugnable. Le 6 mai 1523, Sickingen se résigna à capituler, et il mourut le jour suivant. Il fut enterré à Landstuhl, et en 1889 un grand monument fut érigé à Ebernburg, à sa mémoire et à celle d'Ulrich von Hutten.

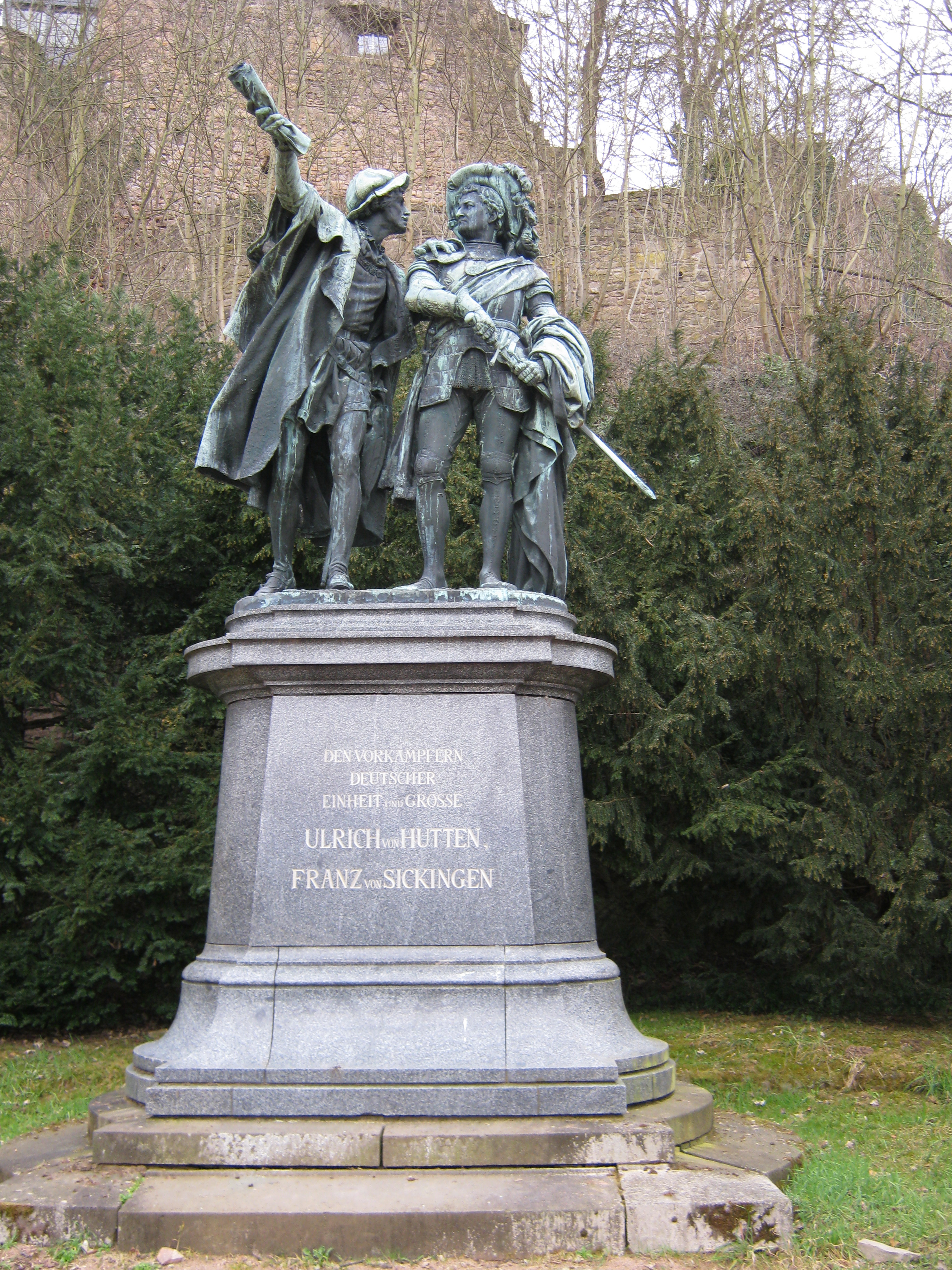
Le mémorial Hutten-Sickingen à l'Ebernburg au Bad Kreuznach (1889)
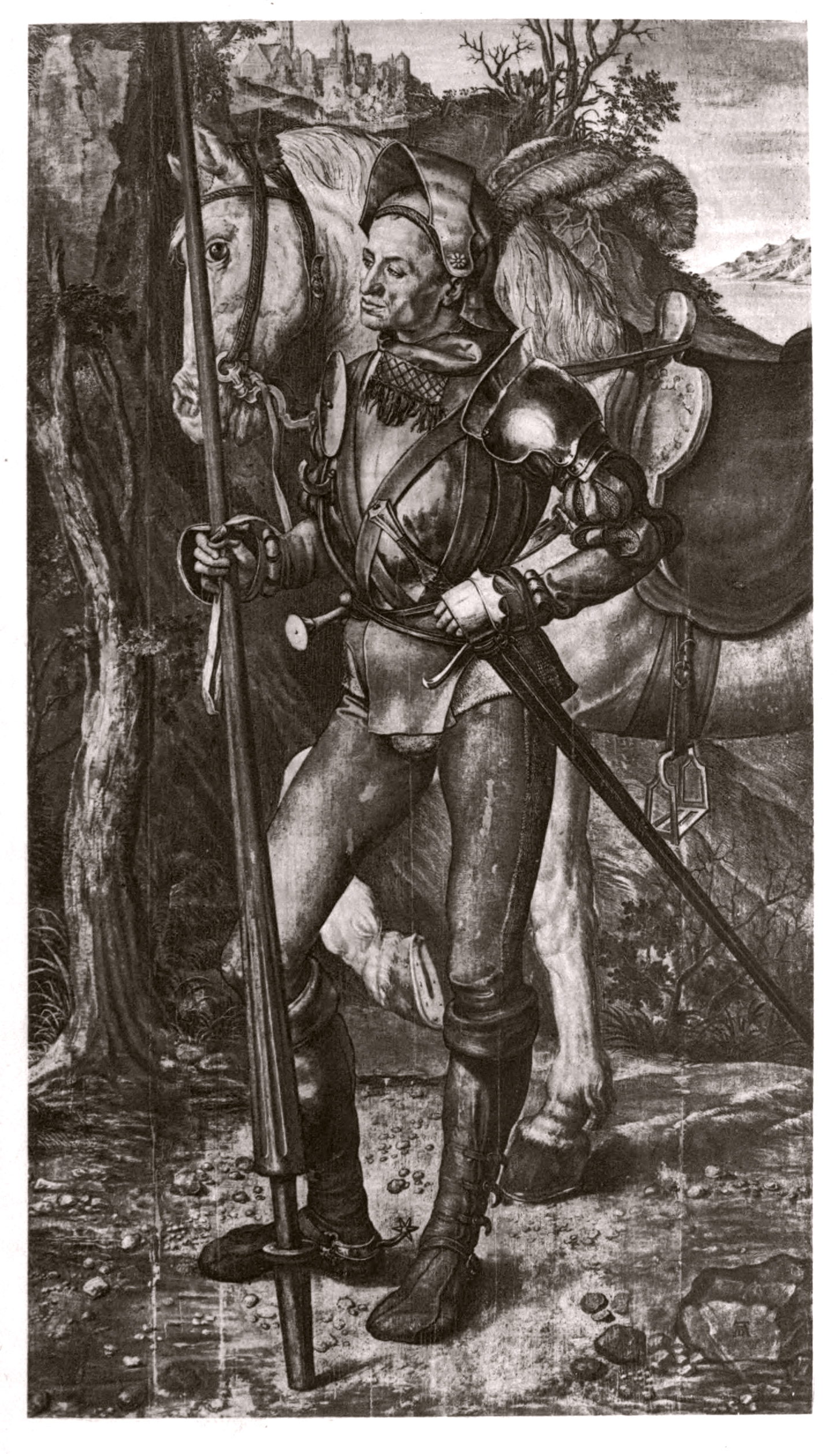
Portrait de Franz von Sickingen par Albrecht Dürer (?), Les Lettres et les arts (1889).